# Ombres et Brouillard
Pour plus de détails, voir Fiche technique et Distribution.
Ombres et Brouillard (Shadows and Fog) est un film américain réalisé par Woody Allen, sorti en 1991. Il s'agit de l'adaptation d'une pièce de théâtre, Death, écrite par Woody Allen en 1975.
Le film évoque l'univers absurde de Kafka, notamment dans Le Procès, roman dans lequel K. est réveillé par la police

## Synopsis
Dans une petite ville, un étrangleur rôde. Kleinman, un employé sans envergure et à l'évidence poltron, est recruté de force par la milice qui vient de se former sans qu'il sache quel rôle il devra y jouer. Dans un cirque qui stationne pour quelques jours aux abords de la ville, Irmy une touchante avaleuse de sabre quitte le campement précipitamment à la suite d'une dispute avec son petit ami, le clown. Perdue dans la nuit elle se fait héberger dans un bordel dans lequel elle est accueillie avec curiosité et sympathie. Des clients surviennent, l'un d'eux, Jack, a un coup de foudre pour Irmy et lui propose de coucher avec elle. Les filles lui font savoir qu'Irmy n'est pas une prostituée ce qu'elle-même confirme, mais Jack s'obstine et fait monter les prix essuyant toujours les refus d'Irmy mais quand il propose 700 dollars, elle se laisse tenter. Les deux jeunes gens couchent ensemble et contre toute attente l'expérience se montre enrichissante pour Irmy. Mais celle-ci est raflée par la police pour prostitution illégale et, au poste, fait la connaissance de Kleinman, ils déambulent ensemble dans les rues. Irmy veut donner l'argent gagné à l'Eglise et envoie Kleinman faire le don, mais apercevant une pauvre femme abandonnée avec son bébé, Irmy lui demande d'aller en récupérer la moitié afin de les lui donner. Pendant ce temps le tueur court toujours, les milices se croisent et se recroisent, alors que Kleinman ne sait toujours pas quel rôle il va jouer. Par hasard, le clown qui cherche Irmy entre dans un bar où il rencontre Jack, ce dernier lui raconte qu'il a payé 700 dollars une prostituée qui était en fait une avaleuse de sabre et qui lui a fait part de sa rancœur envers son ex-petit ami. Jack se dit satisfait de cette expérience, mais n'en a ressenti que du bienfait physique. Revenant au cirque Irmy affronte son petit ami qui est sur le point de devenir très violent, mais ils sont alertés par des cris, la fille mère vient d'être assassinée, et Irmy décide de garder le bébé. Kleinman poursuivi par les milices se cache dans le cirque et fait la rencontre d'un magicien ; celui-ci, grâce à ses pouvoirs magiques, capture le tueur, mais au dernier moment on s'aperçoit que les chaines censées l'immobiliser sont vides, sa capture n'était donc qu'une illusion. Le magicien lui explique qu'il aurait besoin d'un assistant, après quelques hésitations Kleinman accepte le poste et le film prend fin.

## Fiche technique
- Titre français : Ombres et Brouillard
- Titre original : Shadows and Fog
- Réalisation : Woody Allen
- Scénario : Woody Allen, d'après sa pièce de théâtre Death (1975)
- Musique : Kurt Weill
- Photographie : Carlo Di Palma
- Montage : Susan E. Morse
- Costumes : Jeffrey Kurland
- Production : Robert Greenhut
- Sociétés de production : Jack Rollins & Charles H. Joffe Productions & Orion Pictures
- Sociétés de distribution : Orion Pictures
- Pays de production:  États-Unis
- Langue : Anglais
- Format : Couleur - Dolby SR - 35 mm - 1.85:1
- Genre : Comédie dramatique
- Durée : 82 min
- Dates de sortie :
  - États-Unis : 5 décembre 1991 (sortie limitée à New York), 20 mars 1992 (sortie nationale)
  - France : 12 février 1992

## Distribution
- Woody Allen (VF : Bernard Murat) : Kleinman
- Mia Farrow (VF : Frédérique Tirmont) : Irmy
- John Malkovich (VF : Edgar Givry) : Clown
- John Cusack (VF : Bernard Gabay) : Jack
- Philip Bosco (VF : William Sabatier) : M. Paulsen
- Lily Tomlin : La première prostituée
- Donald Pleasence (VF : Georges Riquier) : Le docteur
- Kathy Bates (VF : Élisabeth Margoni) : Une prostituée
- Jodie Foster (VF : Micky Sébastian) : Une prostituée
- David Ogden Stiers (VF : Yves Barsacq) : Hacker
- Daniel Von Bargen (VF : Daniel Beretta) : Un justicier
- Madonna (VF : Marie-Christine Darah) : Marie
- Michael Kirby (VF : Bernard Tiphaine) : L'étrangleur
- Anne Lange : Une prostituée
- Victor Argo (VF : Henri Poirier) : Un justicier
- James Rebhorn (VF : Guy Chapellier) : Un justicier
- Camille Saviola (VF : Marion Game) : La logeuse de Kleinman
- Kate Nelligan (VF : Marie Vincent) : Eve
- Fred Gwynne (VF : Michel Vocoret) : Le disciple de Hacker
- Kurtwood Smith (VF : Sady Rebbot) : Le disciple de Vogel
- Josef Sommer : Le prêtre
- Wallace Shawn (VF : Vincent Violette) : Simon Carr
- Julie Kavner : Alma
- Kenneth Mars (VF : Edmond Bernard) : Le magicien
- John C. Reilly : Le policier au poste de police
- Ira Wheeler (VF : Jean Violette) : Le policier à l'église
- Robert Joy (VF : Jean-Pierre Leroux) : L'assistant de Spiro
- Charles Cragin : M. Spiro
- William H. Macy (VF : José Luccioni) : Le policier avec Spiro
- Richard Riehle (VF : Mario Santini) : Roustabout
- Eszter Balint : La femme au bébé

## Autour du film
- Une légende[réf. nécessaire] voudrait que l'action se déroule dans « une petite ville d'Europe Centrale » . Or, le film ne donne aucune indication du lieu où il serait censé se passer. De plus la monnaie de cette contrée mystérieuse n'est autre que le dollar.